# طوسک قفقازی
طوسک قفقازی (نام علمی: Scabiosa caucasica) نام یک گونه از سرده طوسک است.